# 蔚州 (北魏)
蔚州，中国南北朝时设置的州。
北魏永安中以怀荒、御夷二镇置，后侨治今山西省平遥县西北。北周徙治灵丘县（今属山西省），与侨治平遥的蔚州相区别，称为北蔚州。隋朝大业二年（606年）省。
唐朝武德六年（623年）复置蔚州。侨治阳曲县（即今山西省太原市北阳曲镇），七年侨治繁峙县（今山西省繁峙县西），八年又侨治恒州城（今山西省忻州市西北），贞观五年（631年），破突厥，复故地，还治灵丘县。天宝初年移治安边县（至德二载757年改兴唐县，五代后梁开平二年908年改隆化县，后唐同光初年复兴唐县，后晋初改为灵仙县，即今河北省蔚县），辖境相当今山西省灵丘、广灵、天镇及河北省蔚县、阳原、涞源等地。
后晋向辽朝献地，升忠顺军，后更为武安军。统和四年（986年），蔚州入北宋，不久辽朝收复，降刺史，隶奉圣州，升观察，复忠顺军节度。兵事属西京都部署司。辽朝开始，蔚州辖境有缩小。下统五县：灵仙县、定安县、飞狐县、灵丘县、广陵县。金朝时仍为蔚州。元朝时，属上都路。至元二年（1265年），省蔚州为灵仙县，隶弘州。其年，复改为蔚州，隶宣德府（后改为顺宁府）。领五县：灵仙县、灵丘县、飞狐县、定安县、广灵县。
1913年省州改为蔚县。
| 北魏蔚州辖郡县 | 北魏蔚州辖郡县 | 北魏蔚州辖郡县 | 北魏蔚州辖郡县 |
| -------------- | -------------- | -------------- | -------------- |
| 郡             | 始昌郡         | 忠义郡         |                |
| 县             | 干门县 兰泉县  | 苇池县 杨柳县  |                |

| 隋代行政区划变遷 | 隋代行政区划变遷     | 隋代行政区划变遷 | 隋代行政区划变遷 | 隋代行政区划变遷                 |
| 区划             | 開皇元年             | 開皇元年         | 区划             | 大業3年                          |
| ---------------- | -------------------- | ---------------- | ---------------- | -------------------------------- |
| 州               | 肆州                 | 蔚州             | 郡               | 雁門郡                           |
| 郡               | 雁門郡               | 灵丘郡           | 县               | 雁門县 崞县 五台县 灵丘县 繁畤县 |
| 县               | 广武县 石城县 驢夷县 | 灵丘县 大昌县    | 县               | 雁門县 崞县 五台县 灵丘县 繁畤县 |

| 唐朝蔚州辖县 | 唐朝蔚州辖县                                 |
| ------------ | -------------------------------------------- |
| 618年        | 灵丘县、飞狐县                               |
| 622年        | 被突厥占据                                   |
| 631年        | 重设，下辖灵丘县、飞狐县                     |
| 724年        | 灵丘县、飞狐县（新设安边县）                 |
| 742年        | 安边县（改治）、灵丘县、飞狐县               |
| 757年        | 灵丘县（改治）、安边县（改为兴唐县）、飞狐县 |

唐朝蔚州刺史
- 时德睿（620年）
- 高开道（620年—624年）
- 步大汗威（武德、贞观年间）
- 宋公弼（贞观年间）
- 刘某（贞观年间）
- 李君球（661年）
- 赵师立（唐高宗时）
- 柳范（唐高宗时）
- 崔玄藉（670年—671年）
- 李思俭（683年）
- 陈福（唐高宗时）
- 庞同本（唐高宗末年）
- 敬仙客（唐中宗时）
- 彭复仁（唐中宗前后）
- 张待问（721年）
- 张议福（开元年间）
- 齐武口（开元年间）
- 王元琰（736年）
- 安边郡太守
- 兴唐郡太守
- 曹楚玉（765年之前）
- 薛坦（771年—776年）
- 马旴（798年）
- 张任（799年）
- 朱邪执宜（元和初年）
- 李听（811年—813年）
- 梁希逸（元和末年—长庆年间）
- 马纡（开成年间）
- 契苾通（842年）
- 马纡（843年—844年）
- 李国昌（849年—869年）
- 崔某（咸通末年）
- 王龟范（876年）
- 白义诚（880年）
- 苏祐（881年—882年）
- 邢善益（890年）

辽朝忠顺军节度使
- 耶律遂正（乾亨年间）
- 杨佶（1037年—1041年）
- 耶律宗教（1045年—1047年）
- 夏行美（1047年—1048年）
- 耶律宗允（1048年—1055年）
- 耶律元亨（1055年—1056年）
- 耶律宗允（1056年—？）
- 张绩（1055年—1059年）
- 萧讳安（咸雍年间）
- 耶律颇的（1078年—1080年）

金朝忠顺军节度使
- 完颜隈可（天眷年间）
- 徒单拔改（皇统年间）
- 徒单克宁（金熙宗末）
- 完颜宗贤（天德年间）
- 李瞻（1155年）
- 完颜隈可（正隆年间）
- 马讽（大定初年）